# Americana (2023)
Americana is een Amerikaanse misdaadfilm uit 2023, geschreven en geregisseerd door Tony Tost.

## Verhaal
Nadat een mythisch Lakota-ghostshirt is gestolen, belandt het per ongeluk via een zwarte markt in een klein stadje in South Dakota. Omdat het kledingstuk dat heilig is voor de Lakota-stam de macht en rijkdom van de drager garandeert, zijn er een aantal mensen die op zoek zijn gegaan naar dit legendarische Indiaanse artefact.

## Rolverdeling
| Acteur                | Personage              |
| --------------------- | ---------------------- |
| Sydney Sweeney        | Penny Jo Poplin        |
| Paul Walter Hauser    | Lefty Ledbetter        |
| Halsey                | Mandy Starr            |
| Eric Dane             | Dillon MacIntosh       |
| Zahn McClarnon        | Ghost Eye              |
| Gavin Maddox Bergman  | Cal Starr              |
| Simon Rex             | Roy Lee Dean           |
| Derek Hinkey          | Hank Spears            |
| Toby Huss             | Pendleton Duvall       |
| Harriet Sansom Harris | Tish                   |
| Donald Cerrone        | Sheriff Cole Pickering |

## Productie
In februari 2022 voegden Sydney Sweeney, Paul Walter Hauser, Halsey, Simon Rex, Gavin Maddox Bergman, Harriet Sansom Harris, Derek Hinkey, Eric Dane, Zahn McClarnon en Donald Cerrone zich bij de cast van de film, waarbij Tony Tost regisseerde vanuit een scenario dat hij schreef.
De opnames begonnen in februari 2022 in New Mexico.

## Release
De film ging in première op 17 maart 2023 op het festival South by Southwest in Austin.